# Phare de Hohe Weg
Le phare de Hohe Weg (en allemand : Leuchtturm Hohe Weg) est un phare actif situé dans l'embouchure de la Weser (Basse-Saxe), en Allemagne. Il est géré par la WSV de Bremerhaven .

## Histoire
Les cartes côtières de 1757 indiquent l'existence d'un signal maritime à l'emplacement du phare d'aujourd'hui. En 1783, une structure en bois, le Bremer Bake, fut construite. En raison du trafic maritime croissant sur la Weser, les premières consultations ont débuté en 1824 pour explorer la construction d'un phare offshore fixe. L'emplacement au large des côtes a constitué un défi et les travaux n'ont été possibles qu'à marée basse, lorsque le banc de sable était hors d'eau.
Le phare de Hohe Weg , construit entre 1854 et 1856, se situe à environ 25 km au nord-ouest de Bremerhaven dans l'entrée de l'estuaire de la Weser. Il est érigé sur un banc de sable dangereux nommé Hohe Weg à 3 km au sud de l'île Mellum. C'est le plus vieux phare en mer d'Allemagne qui est totalement entouré d'eau à marée haute.
Afin d’optimiser la sécurité, le phare a été modernisé entre 1960 et 1961 grâce à l’installation d’un système radar, d’antennes radio directionnelles et d’une nouvelle lanterne. En 1973, le phare fut entièrement automatisé et le gardien du phare a été retiré. La lentille de Fresnel (Sautter, Lemonier et Cie) de second d'ordre d'origine est exposée au Deutsches Schiffahrtsmuseum de Bremerhaven.Le phare contient un espace qui peut être utilisé comme abri d'urgence par les randonneurs en cas de marée montante. Il possède un Système d'identification automatique pour la navigation maritime (AIS).

## Description
Le phare  est une tour octogonale en brique recouvert de plaques d'aluminium de 36 m de haut, avec double galerie et lanterne. Les quartiers des gardiens sont incorporés dans la tour. La tour est peinte en rouge avec un liseré blanc sur la galerie, la lanterne est verte. Il émet, à une hauteur focale de 29 m, un feu continu tricolore (blanc-rouge-vert), sur différents secteurs.
Sa portée est de 19.5 milles nautiques (environ 36 km) pour le feu blanc, 16.2 milles nautiques (environ 30 km) pour le feu rouge et 15 milles nautiques (environ 28 km) pour le feu vert. Manquant de visibilité, Il est aussi équipé d'une corne de brume.
Identifiant : ARLHS : FED-108 - Amirauté : B1198 - NGA : 10324 .
|                      |
| Position de Hohe Wag |

|          |
| Le phare |

|          |
| Le phare |

### Lien connexe
- Liste des phares en Allemagne